# 加傑拉峰
46°23′3.6″N 9°10′28.3″E / 46.384333°N 9.174528°E
加傑拉峰（Cima de Gagela），是瑞士的山峰，位於該國東南部，由格勞賓登州負責管轄，屬於勒蓬廷山的一部分，海拔高度2,805米，每年平均降雨量1,851毫米。